# Sierra Madre: Prohibido Pasar
Sierra Madre: Prohibido Pasar es una serie de televisión dramática de Warner Bros Discovery, creada por Diego Enrique Osorno y Gabriel Nuncio. Protagonizada por Miguel Rodarte, Mayra Hermosillo, Karina Gidi, Hernán Mendoza, Fernando Garzafox, Lumi Cavazos, Tessa Ía y Paloma Petra. La historia se enfoca en Marcos Parra, un poderoso empresario que, ante la crisis de violencia en su municipio, decide postularse como candidato a la alcaldía. La serie fue filmada en su totalidad en los municipios de San Pedro y Monterrey.

## Sinopsis
Ambientada en San Pedro, Nuevo León, la historia se centra en Marcos Parra (Miguel Rodarte), un hombre parte de una de las familias más adineradas de la región. Al notar que la violencia provocada por grupos criminales amenaza con irrumpir en su municipio, decide entrar a la contienda por la alcaldía del municipio y proteger a sus habitantes.

### Contexto
La serie, escrita por Osorno y Nuncio, se inspiró en la historia del exalcalde Mauricio Fernández y la crisis de violencia provocada por la "guerra contra el narcotráfico" del expresidente Felipe Calderón, para recrear las preocupaciones de la época. Osorno, en particular, dirigió los documentales El alcalde, enfocado en Fernández, y El poder de la silla, donde entrevista a distintas figuras políticas en Nuevo León sobre sus acciones.

## Producción

#### Dirección
- Alejandra Márquez Abella
- Jorge Michel Grau
- Rodrigo Plá
- David Ruiz “Leche”

#### Producción
- Paco Arriagada
- Cristina Velasco

#### Guion
- Gabriel Nuncio
- Diego Enrique Osorno
- Alo Valenzuela
- Caroline Vera Berenguer
- Josh Candia

#### Reparto
- Miguel Rodarte - Marcos Parra
- Mayra Hermosillo - Erika Treviño
- Roberto Cázares - Guadalupe Sierra
- Rodrigo Santacruz - Guillermo Canales
- Natalia Plascencia - Yuri Sánchez
- Tessa Ía - Roberta Parra
- Karina Gidi - Claudia Lobeira
- Martín Saracho - Gabriel Maldonado
- Andrés Delgado - Adrián Rocha
- Francisco Barreiro - Lucio Valenzuela
- Lumi Cavazos - Cristina Parra
- Paloma Petra - Marlene González
- Gerardo Trejoluna - Valentín Lugo
- Julieta Egurrola - Elena Elizondo de Parra
- Hernán Mendoza - Abraham Rocha
- Fernando Garzafox - Patricio Parra
- Ludyvina Velarde - Tania Gastélum
- Eugenio Elizondo - Gamallel Valtierra
- María Castellá - Lola Revilla
- William Weil - Gérard
- Victor Hernández